# Jacó de Nísibis
Jacó de Nísibis ou Tiago de Nísibis (em latim: Iacob; em siríaco:  ܝܥܩܘܒ ܢܨܝܒܢܝܐ, Yaʿqôḇ Nṣîḇnāyâ) é um santo assírio e segundo bispo da cidade de Nísibis. Famoso por ter sido o pai espiritual de Santo Efrém da Síria e por seu ascetismo.
Tiago foi nomeado bispo em 309 pela comunidade cristã de Nísibis, na Mesopotâmia romana, a moderna Nusaybin, na Turquia, perto da fronteira com Síria, e é um dos bispos signatários do Concílio de Niceia em 325. Foi o primeiro cristão a procurar pela arca de Noé e alegou ter encontrado um pedaço dela no monte Judi (em turco: Cudi Dağı), a 110 km de Nísibis.
Baseando-se no modelo de Diodoro de Tarso implementando em Antioquia, Tiago fundou uma basílica e a Escola de Nísibis, onde se ensinava teologia. Ele foi também professor e diretor espiritual de Efrém da Síria, também um grande asceta, professor e autor de hinos que combateu vigorosamente o arianismo. Sua influência foi enorme e somente no século X se desvinculou o nome de Tiago do "Sábio Persa", autor de diversas importantes obras, que acabou sendo identificado com Afraates.[carece de fontes?]
Grande parte do ministério público de Tiago, assim como o de outros ascetas assírios, pode ser entendido como uma influência socialmente coesiva no período final do domínio do Império Romano do Oriente na região. Com a fuga dos proprietários de terras para as cidades muradas, mais seguras, homens santos como Tiago passaram a atuar como árbitros imparciais, necessários para resolver as disputas que irrompiam entre camponeses ou nas cidades menores.
Tiago morreu em 338 e suas relíquias estão abrigadas na igreja fundada por ele em Nísibis. A Igreja Católica comemora sua festa em 15 de julho.